# Кузьмук Олександр Іванович
Олекса́ндр Іва́нович Кузьму́к (нар. 17 квітня 1954, с. Дятилівка, Славутський район, Хмельницька обл.) — радянський та український військовий діяч та політик, генерал армії України (23 серпня 1998), доктор військових наук (2014), народний депутат України 4-го, 6-го та 7-го скликань, командувач Національної гвардії України (7 жовтня 1995 — 11 липня 1996), Міністр оборони України (11 липня 1996 — 24 жовтня 2001, 24 вересня 2004 — 3 лютого 2005), Віце-прем'єр-міністр України (25 травня — 18 грудня 2007), член Ради національної безпеки і оборони України (серпень 1996 — грудень 2001, жовтень 2004 — лютий 2005), член фракції Партії регіонів (з листопада 2007), член Комітету з питань національної безпеки і оборони Верховної Ради України (з грудня 2007).
Один із 148-ми депутатів Верховної Ради України, хто підписав звернення до Сейму Польщі з проханням визнати геноцидом проти поляків події національно-визвольної війни України 1942—1944 років.

## Життєпис
Народився 17 квітня 1954 року в с. Дятилівка Славутського району Хмельницької обл.; українець; батько — Кузьмук Іван Федорович (пом. 1973) — радянський воєначальник, заступник командувача 1-ї гвардійської загальновійськової армії, начальник вищого військового училища, генерал-майор; мати — Раїса Михайлівна (пом. 1981); дружина — Людмила Леонідівна — економіст, бере активну участь в програмі «Діти України»; син — Іван (нар. 1975) — військовий медик; дочка Марія (нар. 1985) — студентка.
Освіта: Харківське гвардійське вище танкове командне училище (1975); Військова академія бронетанкових військ імені Маршала Радянського Союзу Р. Я. Малиновського, командний факультет (1983); Академія Збройних Сил України, почесний магістр державного військового управління; Міжнародний інститут управління, бізнесу і права, бакалавр економіки. Доктор військових наук (2014; спеціальність 20.02.22 — «Військова історія»).
Народний депутат України 6-го скликання з листопада 2007 від Партії регіонів, № 41 в списку. На час виборів: Віце-прем'єр-міністр України, безпартійний.
Березень 2006 — кандидат в народні депутати України від Партії «Відродження», № 3 в списку. На час виборів: народний депутат України, безпартійний.
З квітня 2002 по березень 2005 — народний депутат України 4-го скликання, обраний по виборчому округу № 129 Миколаївська область, висунутий Виборчим блоком політичних партій «За єдину Україну!». За 22.86 %, 12 суперників.
На час виборів: в розпорядженні Президента України (в кадрах Міністерства оборони України), безпартійний. Член фракції «Єдина Україна» (травень — червень 2002), член фракції партій ППУ та «Трудова Україна» (червень 2002 — квітень 2004), член фракції політичної партії «Трудова Україна» (квітень — грудень 2004), позафракційний (грудень 2004 — січень 2005), уповноважений представник групи «Воля народу» (січень — березень 2005), уповноважений представник фракції ПППУ (березень — грудень 2005), позафракційний (13-16 грудня 2005), член групи «Довіра народу» (грудень 2005), член фракції політичної партії «Відродження» (з грудня 2005), член Комітету з питань національної безпеки і оборони (з червня 2002).
09.1975-10.78 — командир танкового взводу,
10.1978-09.79 — командир танкової роти,
09.1979-09.80 — заступник начальника штабу танкового полку.
09.1980-06.83 — слухач Військової академії бронетанкових військ імені Маршала Радянського Союзу Р. Я. Малиновського.
06.1983-08.84 — командир батальйону танків і спеціальних машин танкового полку забезпечення навчального процесу академії.
09.1986-07.88 — командир танкового полку забезпечення навчального процесу академії.
07.1988-05.90 — заступник командира мотострілецької дивізії.
05.1990-06.92 — начальник штабу — заступник командира мотострілецької дивізії.
06.1992-12.93 — командир мотострілецької дивізії. Військову службу проходив в Групі радянських військ в Німеччині, Білоруському, Московському, Ленінградському, Прикарпатському, Одеському військових округах.
12.1993-10.95 — командир 32-го армійського корпусу, старший військовий начальник в АР Крим.
7 жовтня 1995 — 11 липня 1996 — командувач Національної гвардії України.
11 липня 1996 — 24 жовтня 2001 — Міністр оборони України. В період перебування Кузьмука на цій посаді сталася Броварська катастрофа (2000) 2000 року.
Член Ради національної безпеки і оборони України (серпень 1996 — грудень 2001, жовтень 2004 — лютий 2005).
24 вересня 2004 — 3 лютого 2005 — Міністр оборони України.
25 травня — 18 грудня 2007 — Віце-прем'єр-міністр України.
Радник Прем'єр-міністра України на громадських засадах (червень 2003 — лютий 2005). Радник Президента України (поза штатом) (до червня 2006). Член Комісії з доопрацювання та узгодження проектів Кримінального, Кримінально-процесуального та Кримінально-виконавчого кодексів України (липень 1998 — листопад 2001).
15.10.2019, у віці 65 років, Указом Президента України № 751/2019, Кузьмук О. І. був звільнений з військової служби у відставку за віком з правом носіння військової форми одягу.
У лютому 2022 пішов до тероборони.

## Військові звання
- генерал-майор
- генерал-лейтенант — 23 серпня 1995 року[16]
- генерал-полковник — 4 грудня 1996 року[17]
- генерал армії України — 23 серпня 1998 року[18]

## Інше
Захоплення: мисливство, рибальство, колекціювання історичної зброї.

## Політичні погляди
В червні 2013 року в числі 148-ми народних депутатів України підписав Звернення депутатів від Партії регіонів і КПУ до польського Сейму з проханням «визнати Волинську трагедію геноцидом щодо польського населення і засудити злочинні діяння українських націоналістів». Цей крок перший Президент України Леонід Кравчук кваліфікував як національну зраду.

## Нагороди
- Орден «За заслуги» III ст. (25 червня 2010)[20] — за вагомий особистий внесок у державне будівництво, розвиток конституційних засад української державності, багаторічну сумлінну працю, високий професіоналізм
- Орден Богдана Хмельницького I ст. (07.2002)
- Орден Богдана Хмельницького II ст. (24 серпня 1999)[21] — за визначні особисті заслуги в захисті державного суверенітету, зміцненні обороноздатності України та з нагоди 8-ї річниці незалежності України
- Орден Богдана Хмельницького III ст. (4 грудня 1997)[22] — за особисті заслуги в розбудові та реформуванні Збройних Сил України, зміцненні обороноздатності держави
- Орден Данила Галицького (14 квітня 2004)[23] — за багаторічну сумлінну працю, вагомі досягнення у професійній діяльності
- Іменна вогнепальна зброя (17 квітня 1999)[24] — за особисті заслуги у зміцненні обороноздатності України
- Державна премія України в галузі науки і техніки (1999)
- Відзнака міністерства оборони України «Доблесть і честь»
- Орден Св. Дмитра Солунського III ст. (УПЦ, 05.1999)
- 15 медалей
- 6 орденів і відзнак іноземних держав.